# شانغزي
شانغزي (بالصينية: 尚志市) هي مدينة على مستوى مقاطعة، في الصين، تقع في هاربن، وهيلونغجيانغ، بلغ عدد سكانها 585,386 نسمة وذلك حسب إحصائيات سنة 2010، تبلغ مساحتها 8,895 كيلومتر مربع، رمزها البريدي هو 150600.

## المناخ
يظهر الجدول التالي التغييرات المناخية على مدار السنة لشانغزي:
| البيانات المناخية لـشانغزي                  | البيانات المناخية لـشانغزي | البيانات المناخية لـشانغزي | البيانات المناخية لـشانغزي | البيانات المناخية لـشانغزي | البيانات المناخية لـشانغزي | البيانات المناخية لـشانغزي | البيانات المناخية لـشانغزي | البيانات المناخية لـشانغزي | البيانات المناخية لـشانغزي | البيانات المناخية لـشانغزي | البيانات المناخية لـشانغزي | البيانات المناخية لـشانغزي | البيانات المناخية لـشانغزي |
| الشهر                                       | يناير                      | فبراير                     | مارس                       | أبريل                      | مايو                       | يونيو                      | يوليو                      | أغسطس                      | سبتمبر                     | أكتوبر                     | نوفمبر                     | ديسمبر                     | المعدل السنوي              |
| ------------------------------------------- | -------------------------- | -------------------------- | -------------------------- | -------------------------- | -------------------------- | -------------------------- | -------------------------- | -------------------------- | -------------------------- | -------------------------- | -------------------------- | -------------------------- | -------------------------- |
| متوسط درجة الحرارة الكبرى °م (°ف)           | −12 (10)                   | −7.2 (19.0)                | 1.8 (35.2)                 | 12.8 (55.0)                | 20.3 (68.5)                | 25.0 (77.0)                | 27.4 (81.3)                | 25.8 (78.4)                | 20.4 (68.7)                | 11.7 (53.1)                | 0.0 (32.0)                 | −9.3 (15.3)                | 9.7 (49.5)                 |
| متوسط درجة الحرارة الصغرى °م (°ف)           | −26.3 (−15.3)              | −22.8 (−9.0)               | −11.7 (10.9)               | −1 (30)                    | 5.5 (41.9)                 | 12.9 (55.2)                | 17.1 (62.8)                | 15.3 (59.5)                | 6.8 (44.2)                 | −1.7 (28.9)                | −11.8 (10.8)               | −21.9 (−7.4)               | −3.3 (26.1)                |
| الهطول مم (إنش)                             | 5.0 (0.20)                 | 6.8 (0.27)                 | 14.3 (0.56)                | 31.4 (1.24)                | 50.5 (1.99)                | 96.9 (3.81)                | 174.2 (6.86)               | 144.3 (5.68)               | 71.5 (2.81)                | 39.7 (1.56)                | 15.9 (0.63)                | 10.0 (0.39)                | 660.5 (26)                 |
| متوسط أيام هطول الأمطار (≥ 0.1 mm)          | 6.5                        | 6.9                        | 6.9                        | 9.2                        | 12.6                       | 14.7                       | 16.2                       | 14.9                       | 12.0                       | 9.0                        | 8.1                        | 9.0                        | 126.0                      |
| متوسط الرطوبة النسبية (%)                   | 74                         | 73                         | 65                         | 60                         | 62                         | 74                         | 81                         | 84                         | 79                         | 70                         | 71                         | 74                         | 72                         |
| ساعات سطوع الشمس الشهرية                    | 166.6                      | 181.7                      | 232.0                      | 224.3                      | 248.3                      | 243.3                      | 229.9                      | 220.6                      | 215.4                      | 192.4                      | 155.5                      | 140.1                      | 2٬450٫1                    |
| نسبة وصول أشعة الشمس                        | 59                         | 62                         | 63                         | 56                         | 54                         | 52                         | 49                         | 51                         | 57                         | 57                         | 54                         | 52                         | 55                         |
| المصدر: China Meteorological Administration |                            |                            |                            |                            |                            |                            |                            |                            |                            |                            |                            |                            |                            |

## التقسيمات الإدارية
- Yimianpo Town  [لغات أخرى]‏
- Weihe, Heilongjiang [الإنجليزية]‏
- Hedong Township, Heilongjiang [الإنجليزية]‏.

## أعلام
- يو وينكسيا